# Вінфілд (Західна Вірджинія)
Вінфілд (англ. Winfield) — місто (англ. town) в США, в окрузі Патнем штату Західна Вірджинія. Населення — 2393 особи (2020).

## Географія
Вінфілд розташований за координатами 38°31′36″ пн. ш. 81°53′7″ зх. д. / 38.52667° пн. ш. 81.88528° зх. д. (38.526583, -81.885179).  За даними Бюро перепису населення США в 2010 році місто мало площу 6,29 км², з яких 6,24 км² — суходіл та 0,05 км² — водойми.

## Демографія
Згідно з переписом 2010 року, у місті мешкала 2301 особа в 920 домогосподарствах у складі 660 родин. Густота населення становила 366 осіб/км².  Було 967 помешкань (154/км²).
Расовий склад населення:
| - 95,2 % — білих - 1,2 % — чорних або афроамериканців - 0,7 % — азіатів - 0,3 % — корінних американців |

До двох чи більше рас належало 1,8 %. Частка іспаномовних становила 1,1 % від усіх жителів.
За віковим діапазоном населення розподілялося таким чином: 26,0 % — особи молодші 18 років, 62,7 % — особи у віці 18—64 років, 11,3 % — особи у віці 65 років та старші. Медіана віку мешканця становила 40,2 року. На 100 осіб жіночої статі у місті припадало 92,9 чоловіків;  на 100 жінок у віці від 18 років та старших — 89,6 чоловіків також старших 18 років.
Середній дохід на одне домашнє господарство  становив 89 165 доларів США (медіана — 56 300), а середній дохід на одну сім'ю — 115 209 доларів (медіана — 77 404). Медіана доходів становила 56 250 доларів для чоловіків та 47 375 доларів для жінок. За межею бідності перебувало 14,9 % осіб, у тому числі 33,1 % дітей у віці до 18 років та 4,7 % осіб у віці 65 років та старших.
Цивільне працевлаштоване населення становило 1010 осіб. Основні галузі зайнятості: освіта, охорона здоров'я та соціальна допомога — 26,8 %, роздрібна торгівля — 16,0 %, мистецтво, розваги та відпочинок — 9,6 %, фінанси, страхування та нерухомість — 8,1 %.